# Kenneth Appel
Kenneth Appel (New York, 8 oktober, 1932) is een Amerikaans wiskundige.
In 1976 loste hij aan de Universiteit van Illinois te Urbana-Champaign samen met zijn collega Wolfgang Haken een van de beroemdste problemen in de wiskunde op, de vierkleurenstelling. Zij bewezen dat elke tweedimensionale landkaart, binnen zekere beperkingen, ingevuld kan worden met vier kleuren zonder dat enige aan elkaar grenzende "landen" dezelfde kleur hoeven te delen. Appel zette zijn kinderen Laurel, Peter, en Andrew Appel, nu een professor aan de Universiteit van Princeton, in om hem en Haken te helpen bij het controleren van de 1000 topologische gevallen, waaruit het bewijs bestaat.
Het bewijs is een van de meest omstreden uit de moderne wiskunde vanwege de grote afhankelijkheid van de computer, die het eigenlijke "rekenwerk" verricht om de mogelijkheden te sorteren. Appel heeft zelf, in tal van interviews, aangegeven dat het bewijs niet elegant is en ook niet tot nieuwe inzichten heeft geleid die bruikbaar zijn voor toekomstig wiskundig onderzoek.
Anderen hebben er echter op gewezen dat het bewijs van Appel en Haken als het begin moeten worden gezien van een ommekeer in de houding van wiskundigen tegenover computers. Wiskundigen hebben computers veelal afgedaan als een hulpmiddel voor ingenieurs en niet voor theoretici. Deze omslag in het denken zou moeten leiden tot een nieuwe tak van wiskunde, de "experimentele wiskunde".
Van 1993 tot en met 2002 was Appel hoofd van de wiskundige faculteit aan de Universiteit van New Hampshire in Durham (New Hampshire). Hoewel nu gepensioneerd werkt hij nog steeds en geeft hij af en toe nog college. Tevens beschikt hij nog over een kantoor aan de campus (in de nieuwe Kingsbury Hall).